# Interacción de intercambio multipolar
Se encuentra que materiales magnéticos con interacción espín-órbita fuerte, tales como: LaFeAsO, PrFe4P12
, YbRu2Ge2, UO2, NpO2, Ce1−xLaxB6, URu2Si2 y muchos otros compuestos tienen un ordenamiento magnético constituido por multipolos de alto rango (cuádruple, óctuple, etc). Debido al fuerte acoplamiento espín-órbita, los multipolos se presentan automáticamente en sistemas donde el número cuántico de momento angular total, J, es mayor que 1/2. Si estos multipolos se acoplan por algún mecanismo de intercambio, estos multipolos pueden tender a tener un ordenamiento como el de un problema de Heisenberg convencional de espín 1/2. Además del ordenamiento multipolar, se cree que muchos otros fenómenos ocultos están estrechamente relacionados con las interacciones multipolares.

## Expansión de operadores tensoriales

### Conceptos básicos
Considérese un sistema mecano-cuántico con un espacio de Hilbert generado por {\displaystyle |j,m_{j}\rangle }, donde {\displaystyle j} es el momento angular total y {\displaystyle m_{j}} es su proyección en el eje de cuantización. Entonces cualquier operador cuántico puede representarse usando el conjunto base {\displaystyle \lbrace |j,m_{j}\rangle \rbrace } como una matriz de dimensión {\displaystyle (2j+1)}. Además, se pueden definir {\displaystyle (2j+1)^{2}} matrices para expandir completamente cualquier operador cuántico en este espacio de Hilbert. Tomando como ejemplo J=1/2, un operador A se puede expandir como
{\displaystyle A={\begin{bmatrix}1&2\\3&4\end{bmatrix}}=1{\begin{bmatrix}1&0\\0&0\end{bmatrix}}+2{\begin{bmatrix}0&1\\0&0\end{bmatrix}}+3{\begin{bmatrix}0&0\\1&0\end{bmatrix}}+4{\begin{bmatrix}0&0\\0&1\end{bmatrix}}=1L_{1,1}+2L_{1,2}+3L_{2,1}+4L_{2,2}}
Obviamente, las matrices: {\displaystyle L_{ij}=|i\rangle \langle j|} forman una base en el espacio de operadores. Cualquier operador cuántico definido en este espacio de Hilbert puede expandirse con los operadores {\displaystyle \lbrace L_{ij}\rbrace }. En adelante, llamemos a estas matrices una superbase para distinguirla de la base propia de los estados cuánticos. Más específicamente, la superbase anterior {\displaystyle \lbrace L_{ij}\rbrace } puede llarmarse superbase de transición ya que describe la transición entre los estados {\displaystyle |i\rangle } y {\displaystyle |j\rangle }. De hecho, esta no es la única superbase que permite el truco. También podemos usar las matrices de Pauli junto con la matriz identidad para formar una superbase
{\displaystyle A={\begin{bmatrix}1&2\\3&4\end{bmatrix}}={\frac {5}{2}}{\begin{bmatrix}1&0\\0&1\end{bmatrix}}+{\frac {i}{2}}{\begin{bmatrix}0&i\\-i&0\end{bmatrix}}+{\frac {3}{2}}{\begin{bmatrix}-1&0\\0&1\end{bmatrix}}+{\frac {5}{2}}{\begin{bmatrix}0&1\\1&0\end{bmatrix}}={\frac {5}{2}}I+{\frac {i}{2}}\sigma _{y}+{\frac {3}{2}}\sigma _{z}+{\frac {5}{2}}\sigma _{x}}
Dado que las propiedades rotacionales de {\displaystyle \sigma _{x},\sigma _{y},\sigma _{z}} siguen las mismas reglas que el tensor de armónicos cúbicos de rango 1 {\displaystyle T_{x},T_{y},T_{z}} y que la matriz identidad {\displaystyle I} sigue las mismas reglas que el tensor de rango 0 {\displaystyle T_{s}}, la base {\displaystyle \lbrace I,\sigma _{x},\sigma _{y},\sigma _{z}\rbrace } puede llarmarse superbase cúbica. Otra superbase ampliamente utilizada es la superbase armónica esférica, que se construye reemplazando los {\displaystyle \sigma _{x},\ \sigma _{y}} por los operadores escalera {\displaystyle \lbrace I,\sigma _{-1},\sigma _{0},\sigma _{+1}\rbrace }
{\displaystyle A={\begin{bmatrix}1&2\\3&4\end{bmatrix}}={\frac {5}{2}}{\begin{bmatrix}1&0\\0&1\end{bmatrix}}+2{\begin{bmatrix}0&1\\0&0\end{bmatrix}}+{\frac {3}{2}}{\begin{bmatrix}-1&0\\0&1\end{bmatrix}}-3{\begin{bmatrix}0&0\\-1&0\end{bmatrix}}={\frac {5}{2}}I+2\sigma _{+1}+{\frac {3}{2}}\sigma _{0}-3\sigma _{-1}}
De nueva, {\displaystyle \sigma _{-1},\sigma _{0},\sigma _{+1}} comparten las mismas propiedades rotacionales que los tensores armónicos esféricos de rango 1 {\displaystyle Y_{-1}^{1},Y_{0}^{1},Y_{-1}^{1}}, por lo que se conoce como superbase esférica.
Dado que los orbitales atómicos {\displaystyle s,p,d,f} también están descritos por funciones armónicas esféricas o cúbicas, se puede imaginar o visualizar estos operadores usando las funciones de onda de orbitales atómicos, a pesar de que son esencialmente matrices y no funciones espaciales.
Si extendemos el problema a {\displaystyle J=1}, necesitaremos 9 matrices para formar una superbase. Para la superbase de transición, tenemos {\displaystyle \lbrace L_{ij};i,j=1\sim 3\rbrace }. Para la superbase cúbica tenemos {\displaystyle \lbrace T_{s},T_{x},T_{y},T_{z},T_{xy},T_{yz},T_{zx},T_{x^{2}-y^{2}},T_{3z^{2}-r^{2}}\rbrace }. Para la superbase esférica, tenemos {\displaystyle \lbrace Y_{0}^{0},Y_{-1}^{1},Y_{0}^{1},Y_{-1}^{1},Y_{-2}^{2},Y_{-1}^{2},Y_{0}^{2},Y_{1}^{2},Y_{2}^{2}\rbrace }. En teoría de grupos, {\displaystyle T_{s}/Y_{0}^{0}} se conoce como tensor escalar o de rango 0, los {\displaystyle T_{x,yz,}/Y_{-1,0,+1}^{1}} se conocen como tensores dipolares o de rango 1 y los {\displaystyle T_{xy,yz,zx,x^{2}-y^{2},3z^{2}-r^{2}}/Y_{-2,-1,0,+1,+2}^{2}} Se conocen como tensores cuadrupolares o de rango 2.
Este ejemplo muestra que, para un problema de multiplete {\displaystyle J}, se necesitarán operadores de todos los rangos {\displaystyle 0\sim 2J} para formar una superbase completa. Además, para un sistema con {\displaystyle J=1}, su matriz de densidad debe tener componentes cuadrupolares. Esta es la razón por la que el problema con {\displaystyle J>1/2} presentará automáticamente multipolos de alto rango en el sistema.

### Definiciones formales

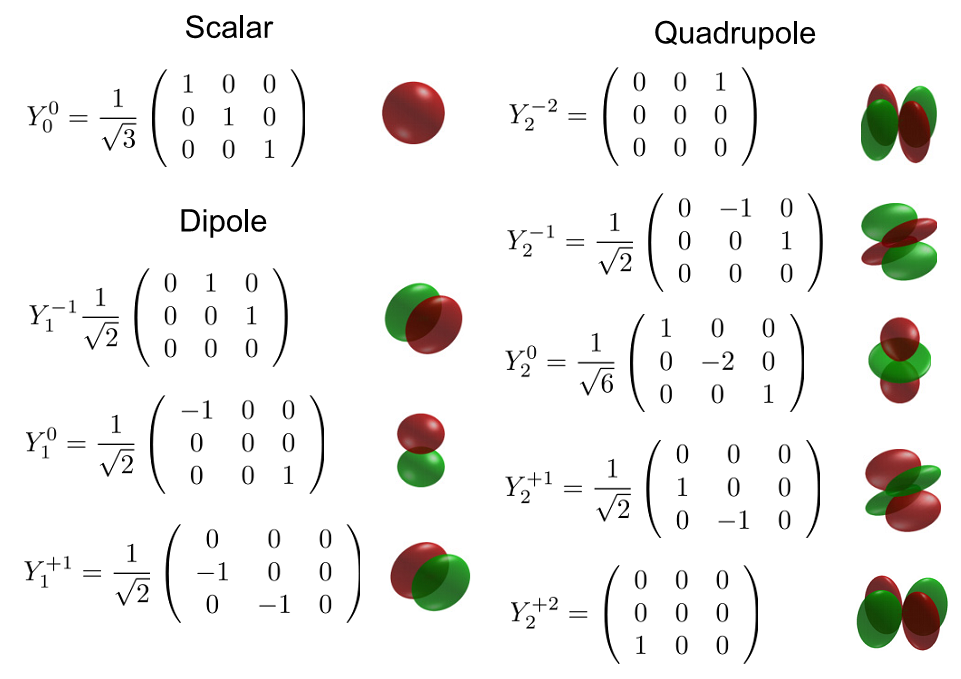
Elementos de matriz y parte real de las funciones armónicas correspondientes de la base de operadores cúbica en el caso J=1.

Una definición general de la superbase armónica esférica de un problema de multiplete {\displaystyle J} se puede expresar como
{\displaystyle Y_{K}^{Q}(J)=\sum _{MM^{\prime }}(-1)^{J-M}(2K+1)^{2}\times \left({\begin{matrix}J&J&K^{^{\prime }}\\M^{^{\prime }}&M&Q\end{matrix}}\right)|JM\rangle \langle JM^{^{\prime }}|,}
donde el paréntesis denota un símbolo 3-j; K es el rango que varía entre {\displaystyle 0\sim 2J}; Q es el índice de proyección del rango K que varía entre -K y +K. Una superbase armónica cúbica donde todos los operadores tensoriales sean hermíticos se puede definir como
{\displaystyle T_{K}^{Q}={\frac {1}{\sqrt {2}}}[(-1)^{Q}Y_{K}^{Q}(J)+Y_{K}^{-Q}(J)]}
{\displaystyle T_{K}^{-Q}={\frac {i}{\sqrt {2}}}[Y_{K}^{-Q}(J)-(-1)^{Q}Y_{K}^{-Q}(J)]}
Así, cualquier operador cuántico {\displaystyle A} definido en el espacio de Hilbert de multiplete {\displaystyle J} puede expandirse como
{\displaystyle A=\sum _{K,Q}\alpha _{K}^{Q}Y_{K}^{Q}=\sum _{K,Q}\beta _{K}^{Q}T_{K}^{Q}=\sum _{i,j}\gamma _{i,j}L_{i,j}}
donde los coeficientes de la expansión se pueden obtener tomando la traza, esto es, {\displaystyle \alpha _{K}^{Q}=Tr[AY_{K}^{Q\dagger }]}. Aparentemente, se pueden hacer combinaciones lineales de estos operadores para formar una nueva superbase que tenga diferentes simetrías.

### Descripción multiintercambio
Usando el teorema de adición de operadores tensoriales, el producto de un tensor de rango n y un tensor de rango m puede generar un nuevo tensor de rango n+m ~ |n-m|. Además, un tensor de rango alto puede expresarse como el producto de tensores de rango bajo. Esta convención es útil para interpretar los términos de intercambio multipolar de alto rango como un proceso de "multiintercambio" de dipolos (o seudoespines). Por ejemplo, para los operadores tensoriales armónicos esféricos del caso {\displaystyle J=1}, tenemos:
{\displaystyle Y_{2}^{-2}=2Y_{1}^{-1}Y_{1}^{-1}}
{\displaystyle Y_{2}^{-1}={\sqrt {2}}(Y_{1}^{-1}Y_{1}^{0}+Y_{1}^{0}Y_{1}^{-1})}
{\displaystyle Y_{2}^{0}={\sqrt {24}}/6(Y_{1}^{-1}Y_{1}^{+1}+2Y_{1}^{0}Y_{1}^{0}+Y_{1}^{+1}Y_{1}^{-1})}
{\displaystyle Y_{2}^{+1}={\sqrt {2}}(Y_{1}^{0}Y_{1}^{+1}+Y_{1}^{+1}Y_{1}^{0})}
{\displaystyle Y_{2}^{+2}=2Y_{1}^{+1}Y_{1}^{+1}}
Así, una interacción cuadrupolo-cuadrupolo puede considerarse como una interacción dipolo-dipolo de dos pasos. Por ejemplo, {\displaystyle Y_{2_{i}}^{+2_{i}}Y_{2_{j}}^{-2_{j}}=4Y_{1_{i}}^{+1_{i}}Y_{1_{i}}^{+1_{i}}Y_{1_{j}}^{-1_{j}}Y_{1_{j}}^{-1_{j}}}, de forma que el paso de transición cuadrupolar {\displaystyle Y_{2_{i}}^{+2_{i}}} en la posición {\displaystyle i} se convierte ahora en dos pasos de transición dipolar {\displaystyle Y_{1_{i}}^{+1_{i}}Y_{1_{i}}^{+1_{i}}}. Por tanto, no solo aparecen intercambios entre distintas posiciones sino también intercambios con la propia posición (llamados multiintercambios). Si {\displaystyle J} es aún mayor, se pueden esperar términos de autointercambio más complicados. Sin embargo, ha de notarse que esto no es una expansión por perturbaciones sino una técnica matemática. Los términos de rango alto no son necesariamente más pequeños que los términos de rango bajo. En muchos sistemas, los términos de rango alto son más importantes que los de rango bajo.

## Interacciones de intercambio multipolares
Existen cuatro mecanismos principales para inducir interacciones de intercambio entre dos momentos magnéticos en un sistema: intercambio directo, RKKY, superintercambio y red de espines. Independientemente de qué término sea dominante, una forma general de interacción de intercambio se puede escribir como
{\displaystyle H=\sum _{ij}\sum _{KQ}C_{K_{i}K_{j}}^{Q{i}Q_{j}}T_{K_{i}}^{Q_{i}}T_{K_{j}}^{Q_{j}}}
donde {\displaystyle i,j} son los índices de la posición y {\displaystyle C_{K_{i}K_{j}}^{Q{i}Q_{j}}} es la constante de acoplamiento que acopla dos momentos multipolares {\displaystyle T_{K_{i}}^{Q_{i}}} y {\displaystyle T_{K_{j}}^{Q_{j}}}. Se obtiene de forma inmediata que si {\displaystyle K} se restringe únicamente a 1, el hamiltoniano se reduce al modelo de Heisenberg convencional.
Una característica importante del hamiltoniano de intercambio multipolar es su anisotropía. El valor de la constante de acoplamiento {\displaystyle C_{K_{i}K_{j}}^{Q{i}Q_{j}}} es habitualmente muy sensible al ángulo relativo entre dos multipolos. Al contrario que en el hamiltoniano habitual de intercambio solo de espín, en el que las constantes de acoplamiento son isótropas en un sistema homogéneo, los orbitales atómicos, altamente anisótropos (recuérdese la forma de las funciones de onda de los {\displaystyle s,p,d,f}), acoplados a los momentos magnéticos del sistema introducirán inevitablemente una gran anisotropía incluso en un sistema homogéneo. Esta es una de las principales razones por las que la mayoría de ordenamientos multipolares tienden a ser no colineales. 

## Antiferromagnetismo de momentos multipolares

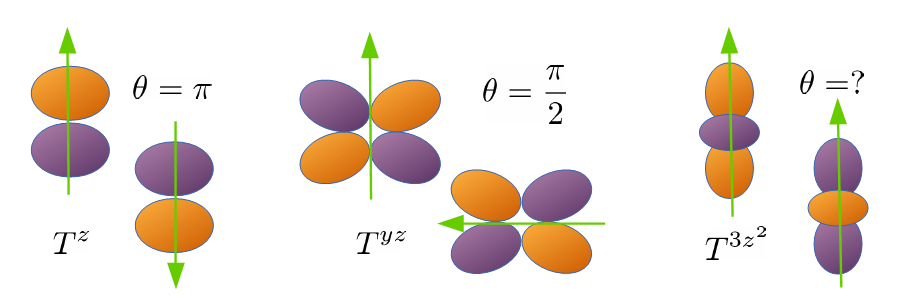
Cambio de fase de los multipolos.

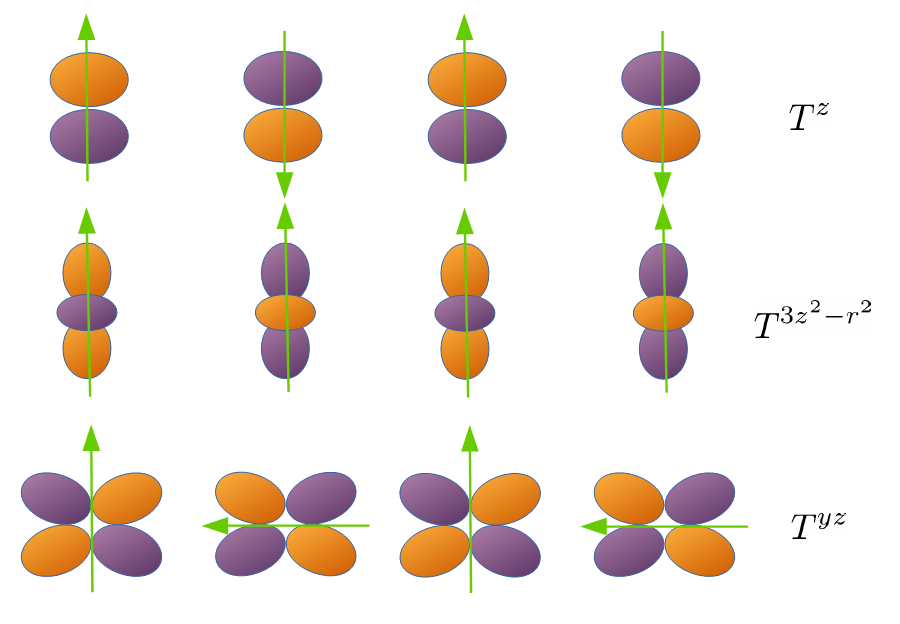
Cadenas de ordenamiento antiferromagnético de diferentes multipolos.

Al contrario que en el ordenamiento magnético de espín donde el antiferromagnetismo se puede definir cambiando el eje de magnetización de dos posiciones vecinas de una configuración ferromagnética, el cambio del eje de magnetización de un multipolo suele carecer de significado. Tomando como ejemplo un momento {\displaystyle T_{yz}}, si se gira el eje z realizando una rotación de {\displaystyle \pi } sobre el eje y, no cambia nada. Así, una definición sugerida  del antiferromagnetismo multipolar es girar sus fases en {\displaystyle \pi }, esto es {\displaystyle T_{yz}\rightarrow e^{i\pi }T_{yz}=-T_{yz}}. En este sentido, el ordenamiento de espín antiferromagnético es solo un caso particular de esta definición, esto es, girar la fase de un momento dipolar es equivalente a girar su eje de magnetización. Para multipolos de rango alto, por ejemplo {\displaystyle T_{yz}}, se convierte en una rotación de {\displaystyle \pi /2} y para {\displaystyle T_{3z^{2}-r^{2}}} no es siquiera una rotación.

## Computación de las constantes de acoplamiento
El cálculo de las interacciones de intercambio multipolares sigue siendo un desafío en muchos aspectos. Aunque ha habido muchos trabajos basados en ajustar los hamiltonianos modelo con los experimentos, aún no se han obtenido predicciones de las constantes de acoplamiento basadas en primeros principios. Actualmente, existen dos estudios que implementaron una aproximación de primeros principios para explorar las interacciones de intercambio multipolares. Un primer estudio se desarrolló en los años 80. Está basado en una aproximación de campo medio que puede reducir enormemente la complejidad de las constantes de acoplamiento inducidas por el mecanismo de canje, de forma que el hamiltoniano de intercambio multipolar se puede describir con solo unos pocos parámetros desconocidos y que se pueden obtener mediante ajuste a los datos experimentales. Más tarde, se desarrolló una aproximación de primeros principios para estimar los parámetros que obtuvo un buen ajuste con unos pocos compuestos, como ciertos compuestos de cerio. Una nueva aproximación por primeros principios se propuso en los años 2010. Esta mapea todas las constantes de acoplamiento inducidas por todos los mecanismos de intercambio estáticos a una serie de cálculos de energía total DFT+U, obteniendo buenos resultados con el dióxido de uranio.